# René Verney
Pour les articles homonymes, voir Verney.
René Verney (né le 14 mars 1880 à Paris 18e et décédé le 7 avril 1957 à Bry-sur-Marne) est un clarinettiste classique français.

## Biographie
En 1898, René Verney obtient son premier prix de clarinette dans la classe de Cyrille Rose au conservatoire de Paris. Il interprète la pièce Introduction et rondo Op.72 pour le concours de fin d'année dédicacée par Charles-Marie Widor « A son ami M. C. Rose ». 
René Verney entre comme clarinettiste à la musique de la Garde Républicaine en 1905 puis passe clarinette solo en 1908, succédant à Henri Paradis. Il occupe le poste de clarinette solo à l'orchestre des concerts Lamoureux de 1912 à 1940.
Il fait partie des premiers clarinettistes à enregistrer.
Il crée le 6 février 1924 à Paris la pièce As It Fell upon a Day pour soprano, flûte et clarinette d'Aaron Copland avec Ada MacLeish, Jean Boulze et René Verney.

## Enregistrements
- Louis Magnan : Les deux amis, Polka pour deux clarinettes avec accompagnement d'orchestre.     Solistes: René Verney & Louis Costes (Clarinettistes de la Musique de la Garde Républicaine de Paris - 1ers Prix du Conservatoire de Paris). (Odeon - 84 tours, A72007)
- Victor Buot : La chanson des nids Polka pour deux clarinettes, Solistes: René Verney & Louis Costes.(Odeon - 84 tours, A72008)
- Charles Graffeuil : Fignolette, (Odeon, A72013)
- Auguste Corbin : Deauville, polka pour clarinette (Odeon, A72015)
- Bernard : Suite Ancienne, Andante - allegro; Menuet; Gigue avec le Quintette des solistes de la Musique de la Garde Républicaine: Georges Louis Delangle (flûte), Louis Mercier (hautbois), René Verney (clarinette), Aurèle Carlin (basson), Jean Fernand Devémy (cor), (Columbia D6261/2 mtrx.WL447/9, electric recording, 1927)
- Les grands maîtres de la clarinette. vol. 3. avec Auguste Périer; René Verney; Pierre Vibert; Pierre Dupont; Jean Devemy (France : Dante Productions, 1999).